# Битва при Бомоне
Битва при Бомоне — сражение между французскими и прусскими войсками.
Французский командующий Пьер Луи Шарль де Файи спешил соединиться с армией Наполеона III, который находился возле Седана. Нескончаемые марши измучили французских солдат, поэтому не мудрено, что немецкие войска застигли войска де Фаий измождёнными. Во время долгожданного привала, когда французские солдаты беззаботно обедали, на них стали сыпаться прусские гранаты. Немецкая артиллерия, застигнув неприятеля врасплох, обстреливала его с расстояния 800 м. В это же время прусские войска начали окружать французскую армию.
Сначала французские солдаты опешили, но затем пошли в атаку плотным строем, ведя огонь с дальнобойных винтовок Шасспо. Вскоре французская артиллерия открыла ответный огонь. Но старания французов были напрасными: они уже были окружены, а немецкие орудия быстро подавили огонь сначала неприятельских митральез, а затем и орудий. В переломный момент в бой вступили прусские корпуса, до этого бывшие в засаде. Имел место интересный случай: 2-й баварский корпус должен был напасть на врага неожиданно из засады, но сам был атакован французской дивизией Консейль-Дюмениля, которая, исполняя ошибочный приказ, двигалась в неправильном направлении. Опешившие французы и баварцы схлестнулись в битве, но силы были не равны и вскоре на помощь дезорганизованным баварцам подоспели другие немецкие войска. Французская дивизия была почти полностью уничтожена. Несмотря на внезапность нападения, немецкие войска не смогли добиться молниеносного успеха. Французы, немного отступив, заняли удачные высоты, закрепились там и обстреливали все немецкие части, которые пытались их оттуда выбить. Задача немецкой армии осложнялась ещё тем, что почва была болотистая и совершенно не пригодная для наступления. Лишь к вечеру французы, не дождавшись подкреплений, стали отступать.
Немецкие войска одержали пиррову победу. В их руках оказалось: несколько тысяч пленных, 51 орудие, 33 зарядных ящика, много других повозок и полевое казначейство с 150 000 франков.